# 차하르 작전
차하르작전(察哈爾作戰)은 1937년 8월 9일에서 10월 17일까지 찰합이성(차하르성, 察哈爾省)과 수원성(쑤이위안성, 綏遠省)에서 일본군이 수행한 작전이다.
1937년 7월 7일 노구교사건(盧溝橋事件)에서 시작한 중일전쟁(中日戰爭)에서, 일본군은 7월말 북평(北平)과 천진(天津) 일대를 제압하였고, 화북분리공작(華北分離工作)을 완성하고자 8월에는 북지나방면군(北支那方面軍)을 편성하여 하북성(河北省) 보정(保定) 이북을 제압하고자 하였으나, 하북성 남부에 집결하고 있던 중국군과 충돌할 우려가 있었기에 준비기간이 필요하여 제압 작전은 일시적으로 연기되었다. 그 대신에 시행된 작전이 바로 차하르작전이었다.

## 경과

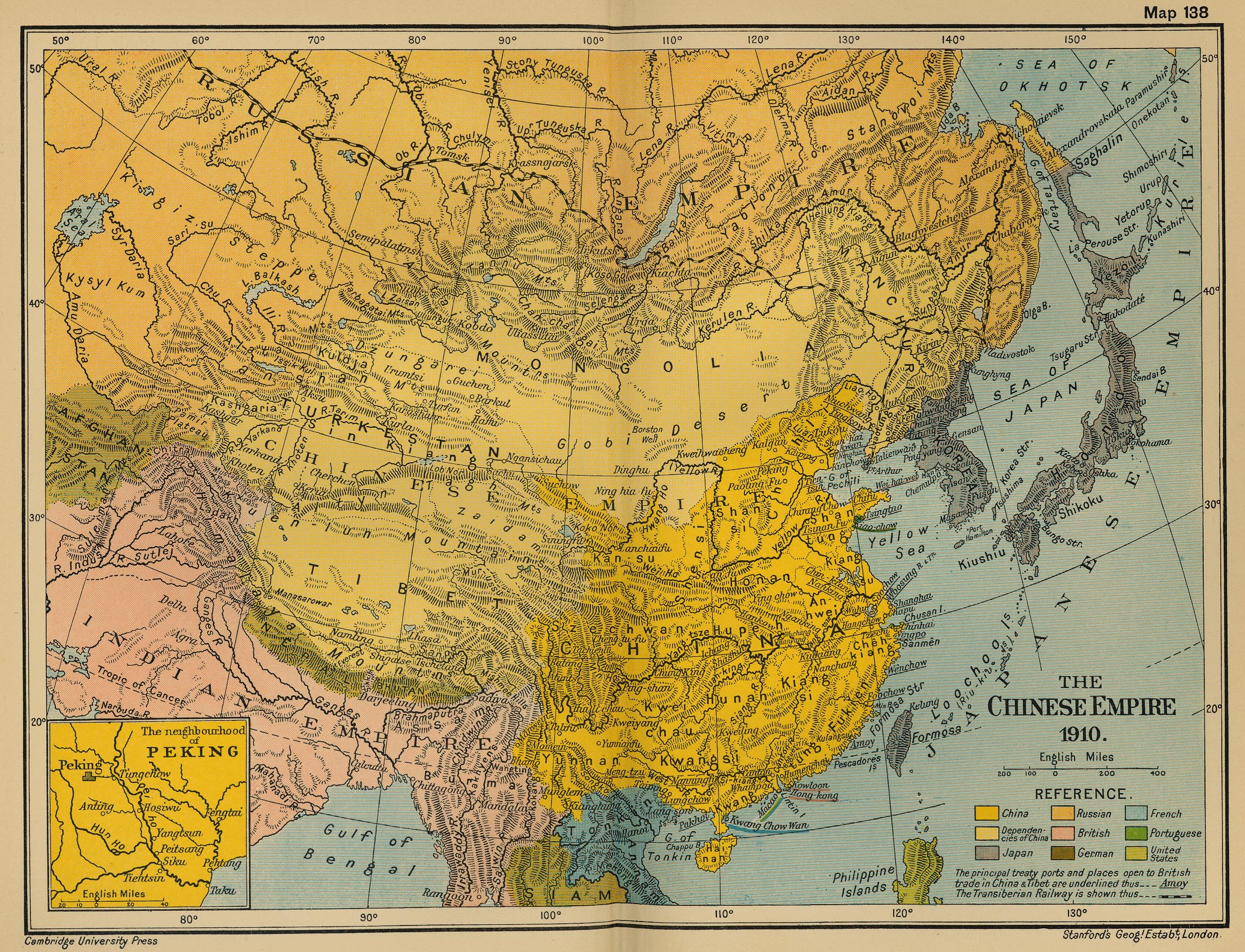
청(淸, Chinese Empire)의 지도(1910). 범례에 의하면 짙은 황색은 중국 본토(China), 옅은 황색은 중국 속령(Dependencies of China)이다.

### 전단계(~수원사건)
중국에서는 1911년 신해혁명(辛亥革命) 가운데 삼민주의(三民主義)를 제시, 만주족(滿洲族)이 지배하는 청(淸)을 무너뜨리고 한족(漢族) 독립과 당초엔 달단(韃靼)이 배제되었지만 이후에는 각 민족 평등을 제창한 중화민국(中華民國)이 수립되었다. 한족의 영역과 만주족의 원래 영역은 별개였다. 그러나 중화민국은 청조 지배 지역을 전부 계승하기로 하여 한족, 티베트족, 위구르족, 몽골족, 만주족의 원래 영역 전체를 중화민국의 영토로 주장하였고, 청 해체 이후의 티베트, 위구르, 몽골, 만주 각 민족 독립을 인정하지 않았다.
이후 외몽골 지역에는 당시 중국국민당(中國國民黨)에도 영향력과 우위의 관계에 있었던 소비에트 연방이 1921년 보도, 단산, 도크솜 등의 지도와 담딩 수흐바타르의 군사적 활약과 소련 적군(赤軍)의 지원으로 복드 칸(활불, 화신 라마)을 추대하는 것으로 중화민국으로부터 독립하였다. 몽골은 1924년에 복드 칸의 사망 시에 코민테른의 지도에 의하여 몽골인민혁명당에 의힌 일당독재의 사회주의국가가 되었다. 1924년 11월 26일, '소련의 16번째 공화국'으로도 불리게 되는 동측진영(東側陣營)에 속한 사회주의 국가들이 '소련에 종속된 위성국이 외몽골 지역에 인민공화국으로서 소련에 이은 세계에서 두 번째 사회주의국가가 탄생하였다. 중화민국은 소련의 괴뢰국가로서 독립한 것을 인정하제 않았고, 소련의 군사력에 의하여 중국으로부터 독립을 유지하였다. 그러나 그 후에도 중일 개전 전에도 내몽골 지역 몽골족은 국민당으로부터의 독립과 외몽골 지역을 흡수하여 대몽골의 건국을 구상하고 있었다.
당시 관동군(關東軍)은 만주국의 안정화를 기획하고자 서쪽에서 국경을 접하는 차하르성(察哈爾省)을 자기 세력하에 두기를 희망하였다. 이 때문에 내몽골 독립이나 자치를 요구하는 움직임을 이용하는 것을 계획하였고, 1936년 5월에는 관동군의 이타가키 세이시로(板垣征四郎) 참모부장(參謀副長) 등이 우젬친(우주무친)(烏珠穆沁) 왕부(王府)에서 그 움직임 중심에 있는 몽고자치정부위원회(蒙古自治政府委員會) 정무원장(政務院長) 데므치그돈로브(Дэмчигдонров) 즉 덕왕(德王)이나 기타 유력자와 회견하여 몽고자치정부위원회의 지원을 약속하였다.
또한 같은해 6월 5일, 관동군 특무기관원(特務機關員)이 차하르성에서 국민당이 창설한 기찰정무위원회(冀察政務委員會)의 위원장 송철원(쑹저위안, 宋哲元)에게 체포되자(차하르사건察哈爾事件), 같은해 6월 23일에 특무기관장이었던 도히하라 겐지(土肥原賢二) 소장(少將)은 차하르성대리주석(察哈爾省代理主席) 진덕순(친더춘, 秦德純)에게 당고정전협정(塘沽停戰協定)에서 정전지대였던 차하르성까지의 확대나 합법활동을 인정하는 것을 요구하였다. 같은해 6월 27일레는 도히하라의 희망대로 도히하라•진덕순협정이 조인되어, 내몽골 분리공작이 전행되어 갔다. 11월에는 몽고자치정부군이 관동군의 계획에 기반하여 수원(쑤이위안, 綏遠, 수원성綏遠省의 성도)를 공격하였지만, 중국군의 반격에 의해 패퇴하였다.

### 발생(노구교사건~)
수원사건(綏遠事件)에 따라 관동군의 계획은 잠시 죄절되었지만 기회는 곧 찾아왔다. 1937년 7월 7일 노구교사건(盧溝橋事件)을 발단으로 중일 양국이 교전 상태에 들어가자, 관동군은 차하르성의 점령을 참모본부에 계속 요구하였다. 참모본부는 그때마다 각하시켰지만, 그 중 사변불확대(事變不擴大)인가 대지일격론(對支一撃論) 등의 사변확대인가, 명확한 장기전략이 없는 채로 같은해 8월 8일에 공략작전을 인가하였다. 이리하여 시작한 것이 차하르작전이었다(무단으로 시작했다는 설도 있음).
당초 작전지역은 차하르성 성도 장가구(張家口) 이동 지역이었다. 관동군은 3개 여단으로 도조 히데키(東條英機)를 지휘관으로 하는 차하르파견병단(察哈爾派遣兵團), 이른바 '도조병단(東條兵團)'을 편성하여 차하르성을 침공하였고 장가구를 점령하였다.(여기에는 도히하라•진덕순협정 때문에 중국군은 거의 대비하고 있지 않음)
그후 1개 독립혼성여단이 북경(北京) 방면에서 만리장성에 가까운 하북성(河北省) 남구(南口)와 차하르성 거용관(居庸關)을 공략하기 위해 북상하였다. 그러나 거용관은 험한 산악 지대에 위치하고 있었기 때문에 공격이 어렵고 지키기 쉬운 지형에서 중국군의 저항은 완강하였다. 그 때문에 일본 내지로부터 파견된 제5사단(第五師團)의 일부를 증원군으로서 사단장 이타가키 세이시로 중장(中將)에 지휘시켰다. 제5사단의 활약에 따라 거용관을 함락시키고 장가구까지 진격하였다. 그곳에서 차하르파견병단과 합류하고 차하르작전은 종료한 것으로 보인다.
그러나 실제는 차하르파견병단•제5사단과 함께 참모본부로부터 허가된 작전 지역을 무시하였고, 독단으로 작전 지역을 장가구 이서 지역으로 확대하였다. 9월 13일에는 수원성과 산서성(山西省) 경계에 있는 대동(大同)을 점령하였고, 10월 14일에는 수원을 점령, 10월 17일에는 포두(包頭)를 점령하고 진격을 중지하였다. 차하르 및 수원 방면에서 차하르파견병단 작전은 큰 성공을 거뒀으나 보급이 적절치 않아 굶주림에 시달리는 연대가 속출하였다고 한다.
이 전투 중 몽고자치정부군도 차하르파견병단에 수행하여 수원성 각 기관을 흡수하고, 10월 27일 덕왕 등은 후화(厚和) 즉 오늘날 후허하오터(呼和浩特)에서 몽고연맹자치정부(蒙古連盟自治政府)를 수립시켰다. 그후 몽고자치정부군이 무장하고 있었음에도 당시 중국군조차 패퇴하려는 정도였기 때문에, 자치정부 방위를 위하여 장가구에는 일본군인 주몽군(駐蒙軍)이 배치되었다.

### 평가
아이치대학(愛知大学) 모리 히사오(森久男)는 차하르와 상해(上海)에 병력을 분산시킨 결과, 경한선(京漢線)을 남하하여 중국군에 타격을 가하는 기회를 놓쳤고, 국민당정권에는 지구전 체제를 정비하는 시간적 여유를 주었다고 한다.

## 양고사건
이 전투의 과정에서 일본군에 의한 학살 사건의 발생 사실이 전해지고 있다. 그중 전후에 사건이 문제시되었고 일본측 관계자로부터도 이야기된 것으로 특히 알려지게 된 것이 양고사건(陽高事件)이다. (실제로는 일본군과 작전 행동을 공유한 몽고자치정부군 지휘관 이수신(李守信) 장군의 전후 중국에서의 취조에 의한 증언에서 이 작전으로는 각지에서 포로 학살이 빈발한 것이 시사되었다고 언급되었고, 또한 작전 종결 시기가 되었어도 일본군에 의한 주민 대량 학살이 다른 곳에서도 일어났다는 것이 발견되었다.)
이 양고사건에 관하여, 1937년 9월 양고에서의 전투 종료 이후, 일반 주민을 불문하고 다수의 남성들이 강제로 징발되어 살해되었다 한다. 중국인 희생자 수는 350명 혹은 500명이라고 하지만 명확하지 않다. 양고에서는 청장년 남성들이 일거에 사라졌기에, 이후 남성들을 모집하여 미망인들과 집단결혼을 시켰다고 전한다. 학살 발생 이유에 관하여 일본군의 사상자도 140명으로 컸기에 일본군들이 고군분투한 결과로서 설명하는 경우가 많다.
전후 중국측은 사건 시기에 양고에 입성하여 함락시켰다고 전해진 두 부대에 관하여, 그 부대장들의 전범 추급을 꾀하였으나 유야무야되었고, 실행한 부대도 명확하지 않았다. 부대 관계자가 대량 학살 사체를 목격하였고 학살이 있었다는 것은 확실하지만, 두 부대의 관계자가 서로 책임을 미루는 상태가 되었다.
도조 히데키(東條英機)는 이후 수상을 역임한 1943년 2월에 비서관과의 잡담에서 '불온한 지나인은 전부 목을 날렸다', '이렇게 일본의 위력을 알렸고 쌀 같은 것을 베풀었다', '은위(恩威)를 함께 베풀었던 것이다'라고 말했다고 전한다. 전후 역사가 하타 아키히코(秦郁彦)는 도쿄재판(東京裁判)에서 제출되었던 도조 히데키의 이력서에 차하르병단장 이력이 기록되어 있지 않았던 것으로부터 도조가 이 양고사건으로 전범으로 소추되지 않았던 곳은 차하르병단장은 출장 정도의 인사발령이었기 때문에 검찰단(檢察團)에게 이 경력이 알려지지 않았던 것도 한 원인으로 본다.